# Великосеверинівська сільська територіальна громада
Великосеверинівська сільська територіальна громада — територіальна громада в Україні, у Кропивницькому районі Кіровоградської області. Адміністративний центр — село Велика Северинка.
Площа громади — 221,5 км², населення — 6289 осіб (2019).
Утворена 12 червня 2020 року шляхом об'єднання Великосеверинівської, Високобайрацької, Оситнязької та Созонівської сільських рад Кропивницького району.

## Населені пункти
У складі громади 11 сіл:
- Андросове
- Велика Северинка
- Високі Байраки
- Кандаурове
- Лозуватка
- Оситняжка
- Петрове
- Підгайці
- Рожнятівка
- Созонівка
- Червоний Кут